# Caesalpinia oligophylla
Caesalpinia oligophylla är en ärtväxtart som beskrevs av Hermann August Theodor Harms. Caesalpinia oligophylla ingår i släktet Caesalpinia och familjen ärtväxter. Inga underarter finns listade i Catalogue of Life.